# Derde klasse 2012-13 (voetbal België)
Het seizoen 2012/13 van de Belgische Derde Klasse ging van start in de zomer van 2012 en eindigde in het voorjaar van 2013. Daarna werden nog eindrondes voor promotie en degradatie afgewerkt. De Derde Klasse bestond uit twee reeksen, een A-reeks met 18 clubs en een B-reeks met 19 clubs. In normale omstandigheden telt ook de B-reeks 18 clubs maar de Belgische voetbalbond werd verplicht RFC Tournai als 19de club toe te laten na uitspraak van een klacht door de rechtbank van eerste aanleg in Doornik.

## Gedegradeerde teams
Deze teams waren gedegradeerd uit de Tweede Klasse voor de start van het seizoen:
- K. Standaard Wetteren (rechtstreeks)
- FCV Dender EH (rechtstreeks)
- KVK Tienen (eindronde)

## Gepromoveerde teams
Deze teams waren gepromoveerd uit de Vierde Klasse voor de start van het seizoen:
- KFC Izegem (kampioen 4A)
- K. Berchem Sport (kampioen 4B)
- R. Cappellen FC (kampioen 4C)
- RUW Ciney (kampioen 4D)

## Promoverende teams
Deze teams promoveerden naar Tweede Klasse op het eind van het seizoen:
- Hoogstraten VV (kampioen 3A)
- R. Excelsior Virton (kampioen 3B)
- FC Verbroedering Geel-Meerhout (winst eindronde)

## Degraderende teams
Deze teams degradeerden naar Vierde Klasse op het eind van het seizoen:
- KRC Waregem (rechtstreeks 3A)
- KSK Ronse (rechtstreeks 3A)
- FC Bleid-Gaume (rechtstreeks  3B)
- R. Entente Bertrigeoise (rechtstreeks 3B)
- KVK Tienen (zie hieronder)

KFC Izegem wist zich te redden door de eindronde te winnen.
Derde Klasse B telde uitzonderlijk 1 rechtstreekse daler meer omdat RFC Tournai na een klacht in 3B werd toegevoegd. Hierdoor telde de reeks dit seizoen 19 clubs en was er dus een extra daler om het aantal terug op 18 clubs te brengen.

## Eindstand
| Legende                                |
| -------------------------------------- |
| Kampioen + promotie naar Tweede Klasse |
| Kwalificatie voor promotie-eindronde   |
| Kwalificatie voor degradatie-eindronde |
| Degradatie naar Vierde Klasse          |

### Derde Klasse A
|   |    |                                | P  | W  | G  | V  | +  | -  | DS  | Ptn |
| - | -- | ------------------------------ | -- | -- | -- | -- | -- | -- | --- | --- |
| K | 1  | Hoogstraten VV                 | 34 | 22 | 8  | 4  | 73 | 31 | 42  | 74  |
| E | 2  | KRC Mechelen                   | 34 | 18 | 10 | 6  | 55 | 37 | 18  | 64  |
| E | 3  | FC Verbroedering Geel-Meerhout | 34 | 17 | 10 | 7  | 65 | 37 | 28  | 61  |
|   | 4  | K. Rupel Boom FC               | 34 | 16 | 8  | 10 | 56 | 45 | 11  | 56  |
|   | 5  | K. Berchem Sport               | 34 | 15 | 7  | 12 | 50 | 46 | 4   | 52  |
|   | 6  | R. Cappellen FC                | 34 | 14 | 9  | 11 | 57 | 38 | 19  | 51  |
|   | 6  | Torhout 1992 KM                | 34 | 14 | 9  | 11 | 42 | 37 | 5   | 51  |
|   | 8  | KFC Vigor Wuitens Hamme        | 34 | 12 | 12 | 10 | 49 | 44 | 5   | 48  |
|   | 9  | KVV Coxyde                     | 34 | 12 | 10 | 12 | 54 | 42 | 12  | 46  |
|   | 10 | KSV Bornem                     | 34 | 11 | 12 | 11 | 51 | 53 | -2  | 45  |
|   | 11 | KSV Temse                      | 34 | 11 | 10 | 13 | 39 | 51 | -12 | 43  |
|   | 12 | K. Standaard Wetteren          | 34 | 10 | 12 | 12 | 46 | 56 | -10 | 42  |
| E | 13 | KMSK Deinze                    | 34 | 10 | 9  | 15 | 51 | 60 | -9  | 39  |
|   | 13 | K. Olsa Brakel                 | 34 | 10 | 9  | 15 | 44 | 56 | -12 | 39  |
|   | 15 | KV Turnhout                    | 34 | 9  | 7  | 18 | 53 | 66 | -13 | 34  |
| E | 16 | KFC Izegem                     | 34 | 9  | 7  | 18 | 49 | 67 | -18 | 34  |
| D | 17 | KSK Ronse                      | 34 | 8  | 7  | 19 | 47 | 73 | -26 | 31  |
| D | 18 | KRC Waregem                    | 34 | 8  | 4  | 22 | 42 | 84 | -42 | 28  |

### Derde Klasse B
|   |    |                                  | P  | W  | G  | V  | +  | -   | DS   | Ptn |
| - | -- | -------------------------------- | -- | -- | -- | -- | -- | --- | ---- | --- |
| K | 1  | R. Excelsior Virton              | 36 | 23 | 10 | 3  | 76 | 28  | 48   | 79  |
| E | 2  | K. Bocholter VV                  | 36 | 22 | 8  | 6  | 73 | 37  | 36   | 74  |
| E | 3  | K. Patro Eisden Maasmechelen     | 36 | 18 | 13 | 5  | 63 | 36  | 27   | 67  |
|   | 4  | UR La Louvière Centre            | 36 | 18 | 9  | 9  | 70 | 34  | 36   | 63  |
|   | 5  | RFC Huy                          | 36 | 14 | 10 | 12 | 51 | 43  | 8    | 52  |
|   | 5  | KSC Grimbergen                   | 36 | 14 | 10 | 12 | 58 | 53  | 5    | 52  |
|   | 7  | RFC Union La Calamine            | 36 | 14 | 9  | 13 | 61 | 52  | 9    | 51  |
|   | 7  | RJS Heppignies-Lambusart-Fleurus | 36 | 14 | 9  | 13 | 50 | 51  | -1   | 51  |
|   | 9  | FCV Dender EH                    | 36 | 13 | 12 | 11 | 57 | 47  | 10   | 51  |
| D | 9  | KVK Tienen                       | 36 | 13 | 12 | 11 | 50 | 44  | 6    | 51  |
|   | 11 | RUW Ciney                        | 36 | 14 | 8  | 14 | 52 | 58  | -6   | 50  |
| E | 12 | KV Woluwe-Zaventem               | 36 | 13 | 8  | 15 | 52 | 57  | -5   | 47  |
|   | 13 | K. Diegem Sport                  | 36 | 12 | 9  | 15 | 58 | 56  | 2    | 45  |
|   | 14 | RFC Tournai                      | 36 | 12 | 7  | 17 | 46 | 51  | -5   | 43  |
|   | 15 | R. Géants Athois                 | 36 | 11 | 10 | 15 | 54 | 59  | -5   | 43  |
|   | 16 | RCS Verviétois                   | 36 | 9  | 14 | 13 | 42 | 54  | -12  | 41  |
| E | 17 | R. Union Saint-Gilloise          | 36 | 9  | 11 | 16 | 46 | 53  | -7   | 38  |
| D | 18 | R. Entente Bertrigeoise          | 36 | 6  | 8  | 22 | 37 | 77  | -40  | 26  |
| D | 19 | FC Bleid-Gaume                   | 36 | 3  | 1  | 32 | 12 | 128 | -116 | 10  |

Noot 1: De vierde in de eindstand, UR La Louvière Centre, kreeg geen licentie voor Tweede Klasse, en mocht daarom niet deelnamen aan de promotie-eindronde. Slechts weinig clubs hadden een licentie voor de hogere reeks aangevraagd, waardoor KV Woluwe-Zaventem naar de eindronde kon.
Noot 2: KVK Tienen, dat in de middenmoot was geëindigd ging in de loop van het seizoen in vereffening. Voor het redden van de club werd een vzw RFC Tienen-Hageland opgericht, die echter de openstaande schulden niet wou aflossen. Wegens deze onregelmatige overdracht van patrimonium werd Tienen op het eind van het seizoen door de Voetbalbond teruggezet naar Vierde Klasse, waar het volgend seizoen met 9 strafpunten zou starten. Hierdoor ontliep RCS Verviétois de degradatie-eindronde. R. Union Saint-Gilloise ontliep rechtstreekse degradatie en mocht naar de eindronde voor het behoud. In deze eindronde kon Union zich redden omdat het het duel won tegen RFC Liège om de vrijgekomen plaats door het geschrapte stamnummer van K. Beerschot AC in te nemen.

## Kampioen
De twee reekswinnaar, R. Excelsior Virton en Hoogstraten VV, speelden op het eind van het seizoen nog een wedstrijd tegen elkaar voor de titel van algemeen kampioen in Derde Klasse.
| Datum      | Uur   | Heenwedstrijden                      | Uitslag |  |
| ---------- | ----- | ------------------------------------ | ------- |  |
| 11/05/2013 | 20:00 | R. Excelsior Virton - Hoogstraten VV | 4-1     |  |

## Periodekampioenen

### Derde Klasse A
- Eerste periode: Hoogstraten VV, 24 punten
- Tweede periode: KMSK Deinze, 24 punten
- Derde periode: FC Verbroedering Geel-Meerhout, 27 punten

### Derde Klasse B
Dit seizoen, met oneven aantal clubs, werd het kampioenschap in de B-reeks niet ingedeeld in periodes.

## Eindronde

### Promotie-eindronde
De eindronde wordt betwist door zes derdeklassers en het in Tweede Klasse als voorlaatste geëindigde KSV Oudenaarde. Oudenaarde eindigde daar aanvankelijk als op twee na laatste (16de), wat normaalgezien een barrageplaats zou opleveren, voor de rechtstreekse degradatieplaats van de voorlaatste (17de) KSK Heist. Door het faillissement van de gedegradeerde eersteklasser K. Beerschot AC kwam echter een plaats vrij in Tweede Klasse, waardoor de 16de club zich zou redden en de 17de naar de eindronde zou mogen. Bovendien diende Heist een klacht in omdat Oudenaarde 3 punten had gekregen na een forfaitzege tegen R. White Star Woluwe FC. De Voetbalbond besliste dat Oudenaarde zege hield, maar 3 punten moest inleveren, waardoor Heist over Oudenaarde wipte naar de veilige 16de plaats en Oudenaarde naar de eindronde zou moeten. Oudenaarde ging echter niet akkoord met deze gang van zaken en weigerde de eindronde te spelen.
In Derde Klasse B kreeg de vierde, UR La Louvière Centre, geen licentie voor Tweede Klasse en mocht daarom niet deelnemen aan de eindronde. In de plaats kwam KV Woluwe-Zaventem, dat wel een licentie had aangevraagd en gekregen.

#### Eerste ronde
Op de eerste speeldag traden de zes derdeklassers aan, die aan elkaar gepaard werden. De drie winnaars van elk duel gingen door.
| Datum      | Uur   | Heenwedstrijden                                       | Uitslag |        |
| ---------- | ----- | ----------------------------------------------------- | ------- | ------ |
| 09/05/2013 | 19:00 | FC Verbroedering Geel-Meerhout - KV Woluwe-Zaventem - | 2-0     |        |
| 09/05/2013 | 19:00 | K. Bocholter VV - K. Patro Eisden Maasmechelen        | 0-2     |        |
| 09/05/2013 | 19:00 | KRC Mechelen - KMSK Deinze                            | 2-1     |        |
|            |       | Terugwedstrijden                                      | Uitslag | Totaal |
| 12/05/2013 | 20:00 | KV Woluwe-Zaventem - FC Verbroedering Geel-Meerhout   | 1-1     | 1-3    |
| 12/05/2013 | 16:00 | K. Patro Eisden Maasmechelen - K. Bocholter VV        | 2-1     | 4-1    |
| 12/05/2013 | 16:00 | KMSK Deinze - KRC Mechelen                            | 1-1     | 2-3    |

#### Tweede ronde
Naast de drie winnaars van de eerste ronde moest in principe ook tweedeklasser KSV Oudenaarde deel aan de tweede ronde, maar Oudenaarde gaf dus uiteindelijk forfait.
| Datum      | Uur   | Heenwedstrijden                                 | Uitslag  |        |
| ---------- | ----- | ----------------------------------------------- | -------- | ------ |
| 16/05/2013 | 20:00 | K. Patro Eisden Maasmechelen - KRC Mechelen     | 1-1      |        |
| 19/05/2013 | 16:00 | FC Verbroedering Geel-Meerhout - KSV Oudenaarde | 5-0 (ff) |        |
|            |       | Terugwedstrijden                                | Uitslag  | Totaal |
| 19/05/2013 | 18:00 | KRC Mechelen - K. Patro Eisden Maasmechelen     | 1-0      | 2-1    |
| 23/05/2013 | 19:00 | KSV Oudenaarde - FC Verbroedering Geel-Meerhout | 0-5 (ff) |        |

#### Derde ronde
De winnaar van de derde ronde promoveert naar Tweede Klasse
| Datum      | Uur   | Heenwedstrijden                               | Uitslag |        |
| ---------- | ----- | --------------------------------------------- | ------- | ------ |
| 25/05/2013 | 18:00 | FC Verbroedering Geel-Meerhout - KRC Mechelen | 3-0     |        |
|            |       | Terugwedstrijden                              | Uitslag | Totaal |
| 02/06/2013 | 16:00 | KRC Mechelen - FC Verbroedering Geel-Meerhout | 1-1     | 1-4    |

Voor eventueel bijkomende promotieplaatsen kon in principe nog een wedstrijd gespeeld worden tussen de verliezers van de vorige ronde, Patro Eisden en Oudenaarde, maar door het algemeen forfait van Oudenaarde ging deze niet door, waardoor Patro Eisden derde werd in de eindronde.
| Datum      | Uur   | Heenwedstrijd                                 | Uitslag   |
| ---------- | ----- | --------------------------------------------- | --------- |
| 26/05/2013 | 16:00 | K. Patro Eisden Maasmechelen - KSV Oudenaarde | 5-0 (ff.) |

### Degradatie-eindronde
De twee teams die 16de (reeks A) en 17de (reeks B) eindigden, KFC Izegem en R. Union Saint-Gilloise, speelden een eindronde met een aantal vierdeklassers en gingen daar van start in de tweede ronde van die eindronde.